# 瑞典新闻
《瑞典新闻》（瑞典語：Svenska nyheter）是瑞典电视台的政治讽刺节目，于2018年3月9日开播。主持人为电视和广播单口喜剧演员耶斯佩尔·罗恩达尔，节目风格类似于上周今夜秀和頭條新聞。

## 争议
前四期节目播出期间，瑞典广播管理局曾调查过节目11次，瑞典电视台也受到了面临法律诉讼的威胁。2018年9月21日於中國遊客瑞典旅舍事件後播出的节目关于中国部分的片段被部分中國人指辱华，引发争议。

## 主持人辞职
2019年3月30日，主持人罗恩达尔宣布该节目为最后一季。瑞典媒体《晚报》 (Aftonbladet) 报道称，該節目的主持人Jesper Rönndahl表示自己缺乏“真正的知识”（riktigt kunskap），并表示政治家们并不真正了解他们所谈论的东西。
而在下一段Kina bedarrade中他则谈到中国与该期的节目，他表示中国并不如人们想象的那么困难，对他而言，这件事情在社交媒体上变化的非常快。同时该报道援引瑞典总检察长的调查结果，结果认为罗恩达尔不构成种族歧视。